# Нулевые дни
«Нулевые дни» (англ. Zero Days) — американский документальный фильм, снятый Алексом Гибни. Мировая премьера ленты состоялась в феврале 2016 года на Берлинском международном кинофестивале.

## Сюжет
Фильм рассказывает о онлайн-шпионаже, шпионских программах и «белых хакерах». Речь идёт о компьютерном вирусе Stuxnet и разработке вредоносного программного обеспечения, известного как Операция «Олимпийские игры». Фильм завершается обсуждением последующего кибер-плана Nitro Zeus и Иранской ядерной сделки.